# Vreia de Jales
Vreia de Jales é uma povoação portuguesa sede da Freguesia de Vreia de Jales do Município de Vila Pouca de Aguiar, freguesia com 48,03 km² de área e 852 habitantes (censo de 2021), tendo, por isso, uma densidade populacional de 17,7 hab./km².
Vreia de Jales está situada na Serra da Padrela, 10 km a sudeste da sede do município.
Além da sede, a freguesia engloba os seguintes lugares: Barrela de Jales, Campo de Jales, Cerdeira, Quintã de Jales e Raiz do Monte.
Pertenceu ao extinto concelho de Alfarela de Jales até 1853.

## Demografia
A população registada nos censos foi:
| Distribuição da População por Grupos Etários | Distribuição da População por Grupos Etários | Distribuição da População por Grupos Etários | Distribuição da População por Grupos Etários | Distribuição da População por Grupos Etários |
| -------------------------------------------- | -------------------------------------------- | -------------------------------------------- | -------------------------------------------- | -------------------------------------------- |
| Ano                                          | 0-14 Anos                                    | 15-24 Anos                                   | 25-64 Anos                                   | > 65 Anos                                    |
| 2001                                         | 194                                          | 161                                          | 548                                          | 287                                          |
| 2011                                         | 127                                          | 108                                          | 456                                          | 276                                          |
| 2021                                         | 63                                           | 73                                           | 424                                          | 292                                          |

## Património
- Estátua do marco
- Ponte do Arco ou Ponte da Barrela
- Alto dos Canastros

## Cultura
- Centro Interpretativo Mineiro de Jales

## Figuras Notáveis
- Fernando Carvalho Giesteira, um dos quatro manifestantes mortos pela Polícia Internacional e de Defesa do Estado (PIDE) na Revolução de 25 de Abril de 1974. [5]